# Abdulla Kurd
Abdulla Kurd (parfois Abdullah Kurd, et également connu sous le nom d'Abdullah al-Kurdi ou Salahuddin), (né Doger Sevdet ; 1977-2011), est un militant islamiste kurde combattant en Tchétchénie. Kurd est le premier adjoint du commandant de terrain d'origine saoudienne Muhannad. Après la capture et l'assassinat de Muhannad près du village de Serzhen-Yourt le 21 avril 2011, selon le Comité national antiterroriste russe, Kurd assume le poste de Muhannad. Kurd est tué par les forces de sécurité russes dans la région de Cheberloevsky en Tchétchénie le 3 mai 2011.